# 73693 Dorschner
73693 Dorschner este un asteroid din centura principală, descoperit pe 12 septembrie 1991, de Freimut Börngen și Lutz Schmadel.